# Luc Beyens
Luc Beyens (ur. 27 marca 1959 w Lommel) – belgijski piłkarz grający na pozycji pomocnika. Był reprezentantem Belgii.

## Kariera klubowa
Swoją karierę piłkarską Beyens rozpoczął w klubie Lommel SK, w którym w sezonie 1977/1978 zadebiutował w piątej lidze belgijskiej. W 1978 roku przeszedł do trzecioligowego FC Turnhout. W sezonie 1980/1981 grał w drugoligowym RAA Louviéroise. W 1981 roku trafił do pierwszoligowego KSK Tongeren. Grał w nim przez dwa sezony.
W 1983 roku Beyens został zawodnikiem Club Brugge. Występował w nim do końca sezonu 1991/1992. Wywalczył z nim trzy tytuły mistrza Belgii w sezonach 1987/1988, 1989/1990 i 1991/1992 oraz dwa wicemistrzostwa Belgii w sezonach 1984/1985 i 1985/1986. Zdobył też dwa Puchary Belgii w sezonach 1985/1986 i 1990/1991.
W 1992 roku Beyens przeszedł do KRC Genk. Grał w nim przez dwa lata. W 1994 roku został piłkarzem KFC Verbroedering Geel. Spędził w nim roku i w 1995 roku zakończył karierę.
| Sezon   | Klub                   | Kraj   | Rozgrywki     | Mecze | Gole |
| ------- | ---------------------- | ------ | ------------- | ----- | ---- |
| 1977/78 | Lommel SK              | Belgia | V liga        | ?     | ?    |
| 1978/79 | FC Turnhout            | Belgia | Derde klasse  | ?     | ?    |
| 1979/80 | FC Turnhout            | Belgia | Derde klasse  | ?     | ?    |
| 1980/81 | RAA Louviéroise        | Belgia | Tweede klasse | 29    | 10   |
| 1981/82 | KSK Tongeren           | Belgia | Eerste klasse | ?     | ?    |
| 1982/83 | KSK Tongeren           | Belgia | Eerste klasse | ?     | ?    |
| 1983/84 | Club Brugge            | Belgia | Eerste klasse | 0     | 0    |
| 1984/85 | Club Brugge            | Belgia | Eerste klasse | 24    | 3    |
| 1985/86 | Club Brugge            | Belgia | Eerste klasse | 33    | 1    |
| 1986/87 | Club Brugge            | Belgia | Eerste klasse | 31    | 4    |
| 1987/88 | Club Brugge            | Belgia | Eerste klasse | 32    | 6    |
| 1988/89 | Club Brugge            | Belgia | Eerste klasse | 23    | 4    |
| 1989/90 | Club Brugge            | Belgia | Eerste klasse | 26    | 2    |
| 1990/91 | Club Brugge            | Belgia | Eerste klasse | 19    | 0    |
| 1991/92 | Club Brugge            | Belgia | Eerste klasse | 0     | 0    |
| 1992/93 | KRC Genk               | Belgia | Eerste klasse | 33    | 7    |
| 1993/94 | KRC Genk               | Belgia | Eerste klasse | 32    | 1    |
| 1994/95 | KFC Verbroedering Geel | Belgia | Tweede klasse | 10    | 0    |

## Kariera reprezentacyjna
W reprezentacji Belgii Beyens zadebiutował 14 października 1987 w przegranym 0:2 meczu eliminacji do Euro 88 ze Szkocją, rozegranym w Glasgow. W kadrze narodowej rozegrał 2 mecze, oba w 1987.